# SS Arthur M. Huddell
SS Arthur M. Huddel — транспорт типа «Либерти», ныне греческое музейное судно SS Hellas Liberty. Спущен на воду в 1943 году на верфи St. Johns River Shipbuilding Company. Корабль назван в честь лидера профсоюзного движения Артура М. Хаддела. В 1944 году использовался при прокладке топливного трубопровода под Ла-Маншем, после высадки в Нормандии. После войны был поставлен на отстой в Суисун-Бей в 1946 году. Судно было зафрахтовано компанией AT&T в 1956 году и переоборудовано в кабельное судно. В 1957 году судно было передано в Резервный флот национальной обороны США до 1964 года. Позже, в 1977 году, судно было переклассифицировано как баржа, а затем было снова поставлено на отстой в James River в 1983 году. После этой даты многие его узлы и механизмы, включая его рулевое устройство, были демонтированы и были использованы как запасные части на SS John W. Brown.

## «Либерти» в греческом торговом флоте
Накануне Второй мировой войны греческий торговый флот был девятым в мире по тоннажу и насчитывал 577 пароходов. Учитывая тот факт, что в первой девятке были три страны Оси — Германия, Италия, Япония, — а четвёртым был флот оккупированной Франции (см. также Режим Виши), значение греческого торгового флота для антифашистской коалиции было более чем существенным. В годы Второй мировой войны греческий торговый флот потерял 75 % своего тоннажа (429 пароходов, плюс 551 моторных парусников средиземноморского каботажа) и более 3 000 моряков торгового флота (из общего числа 16 000 моряков торгового флота). Для сравнения, Великобритания потеряла за все годы войны 28 % своего торгового флота.
В знак признания огромного вклада греческого торгового флота в победу союзников и понесённых им потерь, по окончании войны правительство США предоставило греческим судовладельцам, потерявшим свои суда в Атлантике, 100 «Либерти» на льготных условиях. Каждое из этих 100 судов было предложено за 650 000 долларов, с 25 % предоплатой и 17-летним кредитом с процентами, под гарантии Греческого правительства.
В последующие годы, но уже на текущих коммерческих условиях, греческими судовладельцами были приобретены ещё 700 «Либерти».
Если по изначальной идее «Либерти» строились как «суда на пять лет» и их массовый слом пришёлся на 1960-е годы, то греческие судовладельцы эксплуатировали эти суда ещё два десятилетия. Последнее «Либерти» греческих судовладельцев было списано в 1985 году. В определённой степени «Либерти» послужили отправной точкой послевоенного взлёта греческого торгового флота (под греческим и другими флагами), прочно удерживающего свою лидирующую позицию в мировом торговом флоте по сегодняшний день

## Идея создания греческого музея «Либерти»

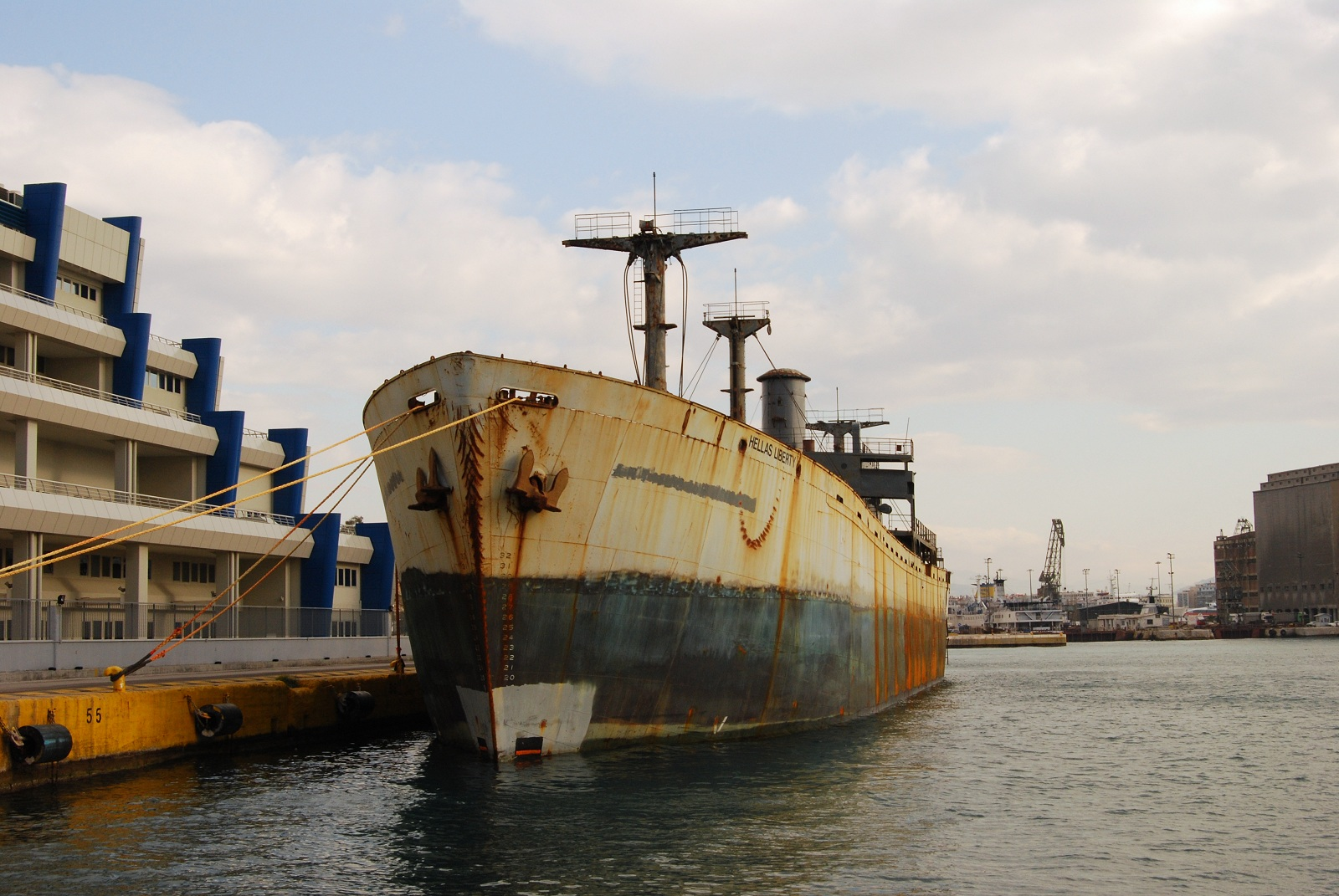
прибытие Hellas Liberty в Пирей

Идея создания судна-музея в знак признания вклада «Либерти» в взлёте греческого торгового флота созрела в его кругах давно. После того, как правительство США объявило в 1980 году о своём намерении сделать музеем судно JEREMIAH O BRIEN из серии «Либерти», греческий капитан А. Дзамдзис обратился со страниц морского журнала «Арго» с инициативой создания аналогичного греческого музея. Инициатива нашла широкий отклик и была поддержана Морской палатой Греции. Но судовладелец последних двух «Либерти», стоящих на отстое в заливе Элефсис, предпочёл продать их на лом.
Через 20 лет, судовладелец В. Константопулос, при поддержке других судовладельцев и энтузиастов идеи из морских кругов, вернулся к этой идее и повторил попытку. С помощью греческой диаспоры в США было обнаружено на отстое судно «Arthur M. Hudell» одно из 3-х оставшихся в мире судов серии и был налажен контакт с американским правительством, которое предоставило это судно греческому правительству для переоборудования его в музей. Судно получило новое имя HELLAS LIBERTY (Либерти Греция)
На средства Константопулоса и созданного комитета судно было подготовлено для перехода через Атлантику и Средиземное море. 6 декабря 2008 года, в день Святого Николая, покровителя моряков, была начата буксировка судна из Норфолка, США. Через 31 день, 11 января 2009 года, судно прибыло в Пирей и ошвартовалось у Министерства морского флота.

## Судно-музей «Hellas Liberty»

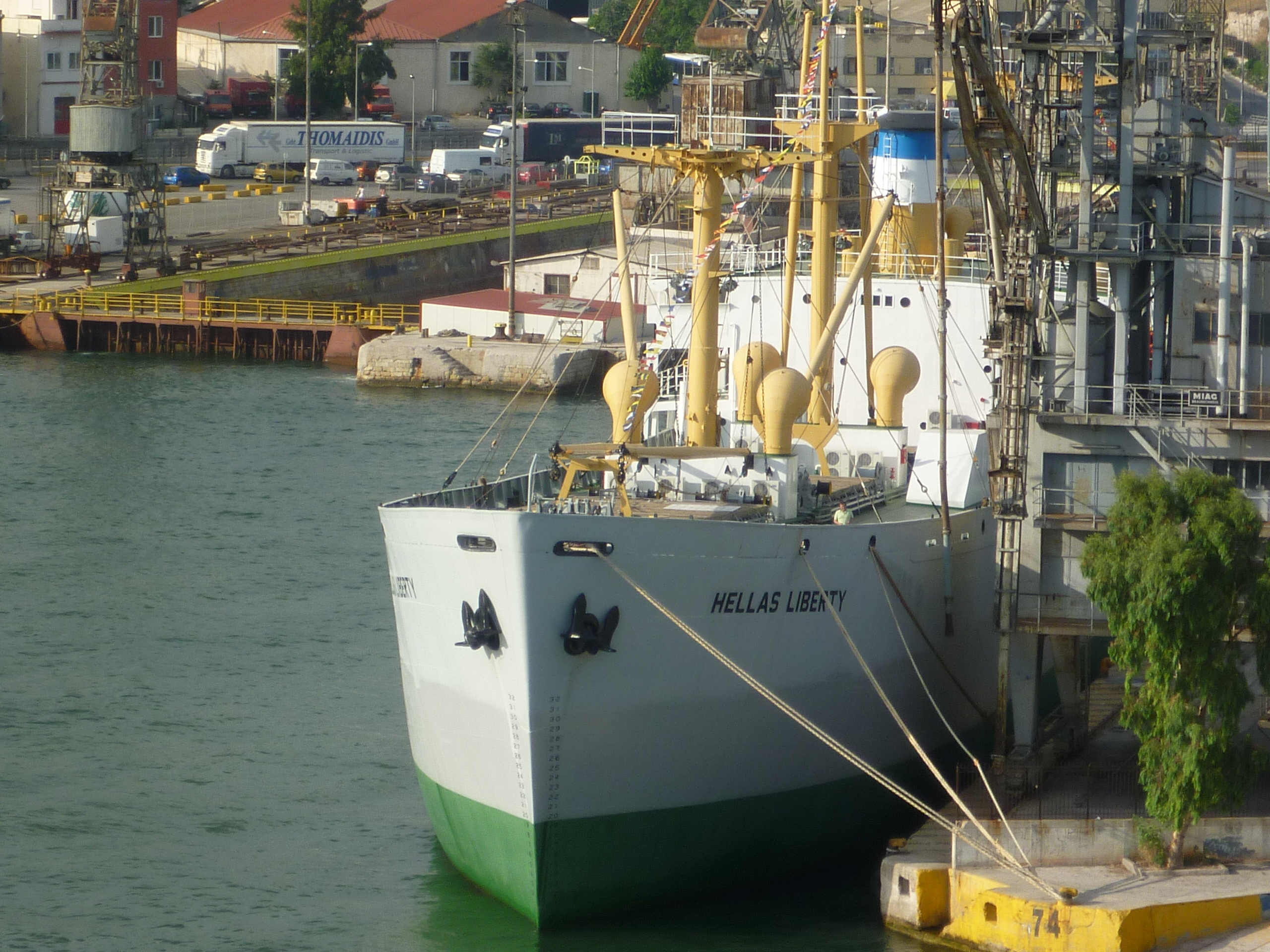
Hellas Liberty в Пирее

На средства Константопулоса и других участников комитета и меценатов были произведены ремонт судна, включая установку нового руля и винта, а также переоборудование судна в музей. Работы продолжались в Перама и на острове Саламин в течение 2009—2010 годов. В июне 2010 года судно-музей было представлено первым посетителям возле старого сухого дока Василиадиса в Пирее.
Кроме того, что само судно, его машинно-котельное отделение и механизмы являются музейными экспонатами, твиндеки используются в качестве музейных залов, где каждому из первых 100 греческих «Либерти» отведен отдельный стенд, с подробной информацией о его истории и экипажах, с фотографиями и макетами.
4-й твиндек используется как конференц-зал для мероприятий организованных как самим музеем, так и Министерством морского флота. Бизнес-план музея предусматривал 5 млн долларов на восстановление судна и переоборудование его в музей.
Судно находится в ведомстве Министерства морского флота Греции, но его эксплуатация и функционирование в качестве музея поручена Союзу капитанов Греции.